# Symmachia rubrica
Espèce
Symmachia rubrica est un insecte lépidoptère appartenant à la famille  des Riodinidae et au genre Symmachia.

## Taxonomie
Symmachia rubrica a été décrit par Hans Ferdinand Emil Julius Stichel en 1929 sous le nom de Polystichtis rubrica.
Synonyme : Symmachia wiltoni Willmott et Hall, 1994; Calospila rubrica; Bridges, 1994.

## Description
Symmachia rubrica est un papillon aux ailes antérieures pointues. Son dessus est rouge bordé de noir sur le bord costal et le bord externe des ailes antérieures, uniquement le bord externe des ailes postérieures. Quelques traits noirs forment des lignes près de la base et des traits depuis le bord costal des ailes antérieures.
Le revers est ocre rouge avec une frange noire et une ornementation de marques noires, une ligne submarginale de marques puis une ligne de chevrons et plusieurs lignes de traits.

## Écologie et distribution
Symmachia rubrica est présent en Colombie et en Équateur.

### Protection
Pas de statut de protection particulier.